# Jason Lowndes
Jason Lowndes, nacido el 14 de diciembre de 1994 en Kalgoorlie y fallecido el 22 de diciembre de 2017 en Bendigo, fue un ciclista profesional australiano entre 2015 y 2017. Falleció debido a las heridas causadas por el atropello que sufrió mientras entrenaba.

## Palmarés
2015
- 1 etapa del Tour de Delta
- 1 etapa del Sea Otter Classic